# El Dorado County
El Dorado County er et amt beliggende i det historiske Gold Country i Sierra Nevada, i den øst-centrale del af den amerikanske delstat Californien, på grænsen til nabostaten Nevada. Hovedbyen i amtet er Placerville. I år 2010 havde amtet 181.058 indbyggere.

## Geografi
Ifølge United States Census Bureau er El Dorados totale areal er 4.631,2 km² hvoraf de 200,1 km² er vand. 

### Grænsende amter
- Alpine County - sydøst
- Amador County - syd
- Sacramento County - vest
- Placer County - nord
- Douglas County, Nevada - nordøst

### Byer i El Dorado
| - Cameron Park - Diamond Springs - El Dorado Hills - Georgetown - Placerville - Pollock Pines - Shingle Springs - South Lake Tahoe |